# راكيل ويليس
راكيل ويليس (بالإنجليزية: Raquel Willis)‏ هي مدونة صوتية وكاتِبة أمريكية، ولدت في عقد 1990 في أوغستا في الولايات المتحدة.

## وصلات خارجية
- الموقع الرسمي